# Хронология пилотируемых космических полётов (1980-е)
Этот список включает перечень пилотируемых полётов с 1980-го по 1989-й годы. 1980-е — третье десятилетие полётов человека в космос. В этот период были начаты советская космическая программа Мир и американская Спейс шаттл.
- Красным цветом выделены неудачные запуски.

## 1980  год
| №  | Экипаж                                       | Корабль доставки           | Корабль возвращения        | Достижения | Продолжительность                                     |
| -- | -------------------------------------------- | -------------------------- | -------------------------- | --- | ----------------------------------------------------- |
| 69 | Леонид Попов Валерий Рюмин                   | 9 апреля 1980 «Союз-35»    | 31 июля 1980 «Союз-37»     | Четвёртая долговременная экспедиция на станции «Салют-6». Экипаж вернулся на Землю на «Союз-37». Новый рекорд продолжительности пребывания в космосе экипажа = 4436 ч 12 м (184 дня 20 ч 12 м). Рекорд суммарной продолжительности пребывания в космосе — Рюмин за три полёта = 8685 ч 34 м (361 день 21 ч 34 м). | 184 дня 20 ч 12 м                                     |
| 70 | Валерий Кубасов Берталан Фаркаш              | 26 мая 1980 «Союз-36»      | 3 июня 1980 «Союз-35»      | Пятая экспедиция посещения станции «Салют-6». Экипаж вернулся на Землю на «Союз-35». Берталан Фаркаш — первый космонавт из Венгрии. | 7 дней 20 ч 46 м                                      |
| 71 | Юрий Малышев Владимир Аксёнов                | 5 июня 1980 «Союз Т-2»     | 9 июня 1980 «Союз Т-2»     | Шестая экспедиция посещения станции «Салют-6». Первый испытательный полёт новой модификации корабля «Союз Т». | 3 дня 22 ч 20 м                                       |
| 72 | Виктор Горбатко Фам Туан                     | 23 июля 1980 «Союз-37»     | 31 июля 1980 «Союз-36»     | Седьмая экспедиция посещения станции «Салют-6». Экипаж вернулся на Землю на «Союз-36». Фам Туан — первый космонавт из Вьетнама. | Корабль — 79 дней 15 ч 17 м Экипаж — 7 дней 20 ч 42 м |
| 73 | Юрий Романенко Арнальдо Тамайо Мендес        | 18 сентября 1980 «Союз-38» | 26 сентября 1980 «Союз-38» | Восьмая экспедиция посещения станции «Салют-6». Арнальдо Томайо Мендес — первый космонавт Кубы. | 7 дней 20 ч 43 м                                      |
| 74 | Леонид Кизим Олег Макаров Геннадий Стрекалов | 27 ноября 1980 «Союз Т-3»  | 10 декабря 1980 «Союз Т-3» | Девятая экспедиция посещения станции «Салют-6». Испытательный полёт новой трёхместной модификации корабля «Союз Т». | 12 дней 19 ч 8 м                                      |

Итоги года
- Космонавтов СССР — 49 (+4 за год);   Пилотируемых полётов СССР — 45 (+6 за год)
- Астронавтов США — 43 (+0 за год);   Пилотируемых полётов США — 29 (+0 за год)
- Космонавтов других стран — 7 (+3 за год);
- Всего астронавтов и космонавтов — 99 (+7 за год)
- Всего пилотируемых полётов — 74 (+6 за год)

- Побит рекорд продолжительности полёта — Попов, Рюмин = 4436 ч 12 м (184 дня 20 ч 12 м). Предыдущий рекорд был — Ляхов, Рюмин = 4200 ч 36 мин (175 дней 0 ч 36 мин).
- Побит рекорд суммарной продолжительности пребывания в космосе — Рюмин (за три полёта) = 8685 ч 34 м (361 день 21 ч 34 м). Предыдущий рекорд был — Рюмин (за два полёта) = 4249 ч 22 мин (177 дней 1 ч 22 мин).

## 1981  год
| №  | Экипаж                                      | Корабль доставки              | Корабль возвращения           | Достижения | Продолжительность |
| -- | ------------------------------------------- | ----------------------------- | ----------------------------- | --- | ----------------- |
| 75 | Владимир Ковалёнок Виктор Савиных           | 12 марта 1981 «Союз Т-4»      | 26 мая 1981 «Союз Т-4»        | Пятая долговременная экспедиция на станции «Салют-6». Виктор Савиных — 50-й космонавт СССР и 100-й в мире.                                         | 74 дня 18 ч 38 м  |
| 76 | Владимир Джанибеков Жугдэрдэмидийн Гуррагча | 22 марта 1981 «Союз-39»       | 30 марта 1981 «Союз-39»       | Десятая экспедиция посещения станции «Салют-6». Жугдэрдэмидийн Гуррагча — первый космонавт Монголии.                                               | 7 дней 20 ч 43 м  |
| 77 | Джон Янг Роберт Криппен                     | 12 апреля 1981 Колумбия STS-1 | 14 апреля 1981 Колумбия STS-1 | Первый полёт американского корабля многоразового использования. Пятый полёт Джона Янга. Янг — первый человек, совершивший пятый космический полёт. | 2 дня 6 ч 21 м    |
| 78 | Леонид Попов Думитру Прунариу               | 14 мая 1981 «Союз-40»         | 22 мая 1981 «Союз-40»         | Одиннадцатая экспедиция посещения станции «Салют-6». Думитру Прунариу — первый космонавт Румынии.                                                  | 7 дней 20 ч 41 м  |
| 79 | Джо Энгл Ричард Трули                       | 12 ноября 1981 Колумбия STS-2 | 14 ноября 1981 Колумбия STS-2 | Второй полёт американского шаттла. | 2 дня 6 ч 13 м    |

Итоги года
- Космонавтов СССР — 50 (+1 за год);   Пилотируемых полётов СССР — 48 (+3 за год)
- Астронавтов США — 46 (+3 за год);   Пилотируемых полётов США — 31 (+2 за год)
- Космонавтов других стран — 9 (+2 за год);
- Всего астронавтов и космонавтов — 105 (+6 за год)
- Всего пилотируемых полётов — 79 (+5 за год)

## 1982  год
| №  | Экипаж                                                  | Корабль доставки              | Корабль возвращения           | Достижения | Продолжительность |
| -- | ------------------------------------------------------- | ----------------------------- | ----------------------------- | --- | ----------------- |
| 80 | Джек Лаусма Чарльз Фуллертон                            | 22 марта 1982 Колумбия STS-3  | 30 марта 1982 Колумбия STS-3  | Третий полёт американского шаттла. | 8 дней 0 ч 5 м    |
| 81 | Анатолий Березовой Валентин Лебедев                     | 13 мая 1982 «Союз Т-5»        | 10 декабря 1982 «Союз Т-7»    | Первая долговременная экспедиция на станции «Салют-7». Экипаж вернулся на Землю на «Союз Т-7». Новый рекорд продолжительности пребывания в космосе экипажа = 5073 ч 32 м (211 дней 9 ч 32 м). | 211 дней 9 ч 32 м |
| 82 | Владимир Джанибеков Александр Иванченков Жан-Лу Кретьен | 24 июня 1982 «Союз Т-6»       | 2 июля 1982 «Союз Т-6»        | Первая экспедиция посещения станции «Салют-7». Жан-Лу Кретьен — первый космонавт Франции. | 7 дней 21 ч 51 м  |
| 83 | Томас Маттингли Генри Хартсфилд                         | 27 июня 1982 Колумбия STS-4   | 4 июля 1982 Колумбия STS-4    | Четвёртый полёт американского шаттла. | 7 дней 1 ч 9 м    |
| 84 | Леонид Попов Александр Серебров Светлана Савицкая       | 19 августа 1982 «Союз Т-7»    | 27 августа 1982 «Союз Т-5»    | Вторая экспедиция посещения станции «Салют-7». Экипаж вернулся на Землю на «Союз Т-5». Савицкая — вторая женщина-космонавт.                                                                   | 7 дней 21 ч 52 м  |
| 85 | Вэнс Бранд Роберт Овермайер Джозеф Аллен Уильям Ленуар  | 11 ноября 1982 Колумбия STS-5 | 16 ноября 1982 Колумбия STS-5 | Пятый полёт американского шаттла. Первый экипаж из четырёх астронавтов. | 5 дней 2 ч 14 м   |

Итоги года
- Космонавтов СССР — 53 (+3 за год);   Пилотируемых полётов СССР — 51 (+3 за год)
- Астронавтов США — 51 (+5 за год);   Пилотируемых полётов США — 34 (+3 за год)
- Космонавтов других стран — 10 (+1 за год);
- Всего астронавтов и космонавтов — 114 (+9 за год)
- Всего пилотируемых полётов — 85 (+6 за год)
- Побит рекорд продолжительности полёта — Березовой, Лебедев =  5073 ч 32 м (211 дней 9 ч 32 м). Предыдущий рекорд был — Попов, Рюмин = 4436 ч 12 м (184 дня 20 ч 12 м).

## 1983  год
| №  | Экипаж                                                                           | Корабль доставки                 | Корабль возвращения              | Достижения | Продолжительность  |
| -- | -------------------------------------------------------------------------------- | -------------------------------- | -------------------------------- | --- | ------------------ |
| 86 | Пол Уайтц Кэрол Бобко Дональд Питерсон Стори Масгрейв.                           | 4 апреля 1983 Челленджер STS-6   | 9 апреля 1983 Челленджер STS-6   | Шестой полёт шаттла. Первый полёт второго корабля многоразового использования — «Челленджер». | 5 дней 0 ч 24 м    |
| 87 | Владимир Титов Геннадий Стрекалов Александр Серебров                             | 20 апреля 1983 «Союз Т-8»        | 22 апреля 1983 «Союз Т-8»        | Неудачная попытка стыковки со станцией «Салют-7». Досрочное возвращение на Землю. | 2 дня 0 ч 18 м     |
| 88 | Роберт Криппен Фредерик Хаук Джон Фабиан Салли Райд Норман Тагард                | 18 июня 1983 Челленджер STS-7    | 24 июня 1983 Челленджер STS-7    | Седьмой полёт шаттла. Второй полёт «Челленджера». Впервые экипаж — 5 астронавтов. Салли Райд — первая американская женщина-астронавт.                                                                                | 6 дней 2 ч 24 м    |
| 89 | Владимир Ляхов Александр Александров                                             | 27 июня 1983 «Союз Т-9»          | 23 ноября 1983 «Союз Т-9»        | Вторая долговременная экспедиция на станции «Салют-7». | 149 дней 10 ч 46 м |
| 90 | Ричард Трули Дэниел Брэнденстайн Дэйл Гарднер Гайон Блуфорд Уильям Торнтон       | 30 августа 1983 Челленджер STS-8 | 5 сентября 1983 Челленджер STS-8 | Восьмой полёт шаттла. Третий полёт «Челленджера». Гайон Блуфорд — первый афроамериканец в космосе. | 6 дней 1 ч 9 м     |
| 91 | Джон Янг Брюстер Шоу Оуэн Гэрриотт Роберт Паркер Байрон Лихтенберг Ульф Мербольд | 28 ноября 1983 Колумбия STS-9    | 8 декабря 1983 Колумбия STS-9    | Девятый полёт шаттла. Шестой полёт «Колумбии». Впервые экипаж — 6 астронавтов. Ульф Мербольд — первый астронавт из ФРГ, первый иностранец на корабле США. Джон Янг совершает первым в мире шестой космический полёт. | 10 дней 7 ч 47 м   |

Итоги года
- Космонавтов СССР — 55 (+2 за год);   Пилотируемых полётов СССР — 53 (+2 за год)
- Астронавтов США — 65 (+14 за год);   Пилотируемых полётов США — 38 (+4 за год)
- Космонавтов других стран — 11 (+1 за год);
- Всего астронавтов и космонавтов — 131 (+17 за год)
- Всего пилотируемых полётов — 91 (+6 за год)

## 1984  год
| №  | Экипаж                                                                                          | Корабль доставки                  | Корабль возвращения                | Достижения | Продолжительность  |
| -- | ----------------------------------------------------------------------------------------------- | --------------------------------- | ---------------------------------- | --- | ------------------ |
| 92 | Вэнс Бранд Роберт Гибсон Брюс Маккэндлесс Рональд Макнэйр Роберт Стюарт                         | 3 февраля 1984 Челленджер STS-41B | 11 февраля 1984 Челленджер STS-41B | Десятый полёт шаттла. Четвёртый полёт «Челленджера». Первые испытания летающего кресла. | 7 дней 23 ч 16 м   |
| 93 | Леонид Кизим Владимир Соловьёв Олег Атьков                                                      | 8 февраля 1984 «Союз Т-10»        | 2 октября 1984 «Союз Т-11»         | Третья долговременная экспедиция на станции «Салют-7». Экипаж вернулся на Землю на «Союз Т-11». Кизим и Соловьев совершили шесть выходов в открытый космос. Новый рекорд продолжительности пребывания в космосе экипажа = 5686 ч 32 м (236 дней 22 ч 49 м). Впервые в космосе одновременно 8 космонавтов. | 236 дней 22 ч 49 м |
| 94 | Юрий Малышев Геннадий Стрекалов Ракеш Шарма                                                     | 3 апреля 1984 «Союз Т-11»         | 11 апреля 1984 «Союз Т-10»         | Третья экспедиция посещения станции «Салют-7». Экипаж вернулся на Землю на «Союз Т-10». Ракеш Шарма — первый космонавт из Индии. | 7 дней 21 ч 41 м   |
| 95 | Роберт Криппен Фрэнсис Скоби Терри Харт Джордж Нельсон Джеймс ван Хофтен                        | 6 апреля 1984 Челленджер STS-41C  | 13 апреля 1984 Челленджер STS-41C  | 11-й полёт шаттла. Пятый полёт «Челленджера». Ремонт спутника на орбите. Впервые в космосе одновременно 11 космонавтов. | 6 дней 23 ч 41 м   |
| 96 | Владимир Джанибеков Светлана Савицкая Игорь Волк                                                | 17 июля 1984 «Союз Т-12»          | 29 июля 1984 «Союз Т-12»           | Четвёртая экспедиция посещения станции «Салют-7». Четвёртый полёт Владимира Джанибекова. Савицкая — первая женщина, которая совершила второй полёт и выход в открытый космос. | 11 дней 19 ч 14 м  |
| 97 | Генри Хартсфилд Майкл Коутс Ричард Маллейн Стивен Хоули Джудит Резник Чарлз Уокер.              | 30 августа 1984 Дискавери STS-41D | 5 сентября 1984 Дискавери STS-41D  | 12-й полёт шаттла. Первый полёт «Дискавери». Уолкер — первый коммерческий астронавт от фирмы Макдоннелл Дуглас. Резник — вторая американская женщина-астронавт. | 6 дней 0 ч 56 м    |
| 98 | Роберт Криппен Джон Макбрайд Кэтрин Салливан Салли Райд Дэвид Листма Пол Скали-Пауэр Марк Гарно | 5 октября 1984 Челленджер STS-41G | 13 октября 1984 Челленджер STS-41G | 13-й полёт шаттла. 6-й полёт «Челленджера». Впервые экипаж — семь астронавтов. Впервые две женщины в экипаже. Гарно — первый астронавт из Канады. Салливан — первая американская женщина, вышедшая в открытый космос.                                                                                     | 8 дней 5 ч 24 м    |
| 99 | Фредерик Хаук Дейвид Уокер Джозеф Аллен Анна Фишер Дэйл Гарднер                                 | 8 ноября 1984 Дискавери STS-51A   | 16 ноября 1984 Дискавери STS-51A   | 14-й полёт шаттла. Второй полёт «Дискавери». Возврат двух спутников с орбиты на Землю. | 7 дней 23 ч 45 м   |

Итоги года
- Космонавтов СССР — 58 (+3 за год);   Пилотируемых полётов СССР — 56 (+3 за год)
- Астронавтов США — 84 (+19 за год);   Пилотируемых полётов США — 43 (+5 за год)
- Космонавтов других стран — 13 (+2 за год);
- Всего астронавтов и космонавтов — 155 (+24 за год)
- Всего пилотируемых полётов — 99 (+8 за год)
- Побит рекорд продолжительности полёта — Кизим, Соловьев, Атьков = 5686 ч 32 м (236 дней 22 ч 49 м). Предыдущий рекорд был— Березовой, Лебедев =  5073 ч 32 м (211 дней 9 ч 32 м).

- 8 февраля 1984 побит рекорд по количеству людей одновременно находящихся на околоземной орбите — 8 человек (+1 с октября 1969)

- 6 апреля 1984 побит рекорд по количеству людей одновременно находящихся на околоземной орбите — 11 человек (+3 с февраля 1984)

## 1985  год
| №   | Экипаж | Корабль доставки                   | Корабль возвращения               | Достижения | Продолжительность |
| --- | --- | ---------------------------------- | --------------------------------- | --- | ----------------- |
| 100 | Томас Маттингли Лорен Шрайвер Эллисон Онидзука Джеймс Бакли Гэри Пейтон                                              | 24 января 1985 Дискавери STS-51C   | 27 января 1985 Дискавери STS-51C  | 15-й полёт шаттла. Третий полёт «Дискавери». Полёт для министерства обороны США. Сотый полет в космос. | 3 дня 1 ч 33 м    |
| 101 | Кэрол Бобко Доналд Уильямс Маргарет Седдон Дейвид Григгс Джеффри Хоффман Чарлз Уокер Эдвин Гарн                      | 12 апреля 1985 Дискавери STS-51D   | 19 апреля 1985 Дискавери STS-51D  | 16-й полёт шаттла. Четвёртый полёт «Дискавери». Гарн — американский сенатор в космосе. | 6 дней 23 ч 55 м  |
| 102 | Роберт Овермайер Фредерик Грегори Дон Линд Норман Тагард Уильям Торнтон Людвиг ван ден Берг Тэйлор Уэнг              | 29 апреля 1985 Челленджер STS-51B  | 6 мая 1985 Челленджер STS-51B     | 17-й полёт шаттла. 7-й полёт «Челленджера». | 7 дней 0 ч 9 м    |
| 103 | Владимир Джанибеков                                                                                                  | 6 июня 1985 «Союз Т-13»            | 26 сентября 1985 «Союз Т-13»      | Четвёртая долговременная экспедиция на станции «Салют-7». Восстановление жизнедеятельности станции. Савиных вернулся на Землю на «Союз Т-14». Пятый полёт Владимира Джанибекова. Впервые космонавт становится командиром экипажа в пятый раз. | 112 дней 3 ч 12 м |
| 103 | Виктор Савиных | 6 июня 1985 «Союз Т-13»            | 21 ноября 1985 «Союз Т-14»        | Четвёртая долговременная экспедиция на станции «Салют-7». Восстановление жизнедеятельности станции. Савиных вернулся на Землю на «Союз Т-14». Пятый полёт Владимира Джанибекова. Впервые космонавт становится командиром экипажа в пятый раз. | 168 дней 3 ч 51 м |
| 104 | Дэниел Бранденстайн Джон Крейтон Шеннон Лусид Джон Фабиан Стивен Нейджел Патрик Бодри Салман ас-Сауд                 | 17 июня 1985 Дискавери STS-51G     | 24 июня 1985 Дискавери STS-51G    | 18-й полёт шаттла. Пятый полёт «Дискавери». Бодри — второй астронавт из Франции. Аль-Сауд — первый принц-астронавт из Саудовской Аравии. Впервые два иностранца в экипаже. Стивен Найджел — 100-й американский астронавт.                     | 7 дней 1 ч 39 м   |
| 105 | Чарлз Фуллертон Рой Бриджес Карл Хенайз Энтони Инглэнд Стори Масгрейв Лорен Эктон Джон-Дэвид Бартоу                  | 29 июля 1985 Челленджер STS-51F    | 6 августа 1985 Челленджер STS-51F | 19-й полёт шаттла. 8-й полёт «Челленджера». | 7 дней 22 ч 45 м  |
| 106 | Джо Энгл Ричард Кови Джеймс ван Хофтен Уильям Фишер Джон Лаундж                                                      | 27 августа 1985 Дискавери STS-51I  | 3 сентября 1985 Дискавери STS-51I | 20-й полёт шаттла. 6-й полёт «Дискавери». | 7 дней 2 ч 18 м   |
| 107 | Владимир Васютин Александр Волков                                                                                    | 17 сентября 1985 «Союз Т-14»       | 21 ноября 1985 «Союз Т-14»        | Пятая долговременная экспедиция на станции «Салют-7». Из-за болезни Васютина экипаж раньше намеченного срока вернулся на Землю. Гречко вернулся на Землю на «Союз Т-13».                                                                      | 64 дня 21 ч 52 м  |
| 107 | Георгий Гречко | 17 сентября 1985 «Союз Т-14»       | 26 сентября 1985 «Союз Т-13»      | Пятая долговременная экспедиция на станции «Салют-7». Из-за болезни Васютина экипаж раньше намеченного срока вернулся на Землю. Гречко вернулся на Землю на «Союз Т-13».                                                                      | 8 дней 21 ч 13 м  |
| 108 | Кэрол Бобко Роналд Грэйб Роберт Стюарт Дейвид Хилмерс Уильям Пейлз                                                   | 3 октября 1985 Атлантис STS-51J    | 7 октября 1985 Атлантис STS-51J   | 21-й полёт шаттла. Первый полёт «Атлантис». Полёт для министерства обороны США. | 4 дня 1 ч 45 м    |
| 109 | Генри Хартсфилд Стевен Нейджел Бонни Данбар Джеймс Бакли Гайон Блуфорд Эрнст Мессершмид Райнхард Фуррер Вюббо Оккелс | 30 октября 1985 Челленджер STS-61A | 6 ноября 1985 Челленджер STS-61A  | 22-й полёт шаттла. 9-й полёт «Челленджера». Впервые три иностранца в экипаже. Впервые два астронавта из Германии. Оккелс — первый астронавт из Нидерландов. Впервые в экипаже восемь астронавтов. Полёт был оплачен Германией.                | 7 дней 0 ч 45 м   |
| 110 | Брюстер Шоу Брайан О’Коннор Мэри Клив Шервуд Спринг Джерри Росс Родольфо Нери Вела Чарлз Уокер.                      | 26 ноября 1985 Атлантис STS-61B    | 3 декабря 1985 Атлантис STS-61B   | 23-й полёт шаттла. Второй полёт «Атлантис». Нери Вела — первый астронавт из Мексики. | 6 дней 21 ч 4 м   |

Итоги года
- Космонавтов СССР — 60 (+2 за год);   Пилотируемых полётов СССР — 58 (+2 за год)
- Астронавтов США — 116 (+32 за год);   Пилотируемых полётов США — 52 (+9 за год)
- Космонавтов других стран — 19 (+6 за год);
- Всего астронавтов и космонавтов — 195 (+40 за год)
- Всего пилотируемых полётов — 110 (+11 за год)

## 1986  год
| №   | Экипаж                                                                                                   | Корабль доставки                  | Корабль возвращения             | Достижения | Продолжительность |
| --- | --- | --------------------------------- | ------------------------------- | --- | ----------------- |
| 111 | Роберт Гибсон Чарльз Болден Франклин Чанг-Диаз Стевен Хоули Джордж Нельсон Роберт Сенкер Клэренс Нельсон | 12 января 1986 Колумбия STS-61C   | 18 января 1986 Колумбия STS-61C | 24-й полёт шаттла. 7-й полёт «Колумбии». Клэренс Уильям Нельсон — член Конгресса США. | 6 дней 2 ч 4 м    |
| -   | Фрэнсис Скоби Майкл Смит Джудит Резник Эллисон Онидзука Роналд Макнэйр Грегори Джарвис Криста Маколифф   | 28 января 1986 Челленджер STS-51L | —                               | 25-й полёт шаттла. 10-й полёт «Челленджера». На 73 секунде полёта взрыв «Челленджера». Семь астронавтов погибли. | 73 сек            |
| 112 | Леонид Кизим Владимир Соловьёв                                                                           | 13 марта 1986 «Союз Т-15»         | 16 июля 1986 «Союз Т-15»        | Шестая долговременная экспедиция на станции «Салют-7» и экспедиция на станции «Мир». Уникальный перелёт со станции «Мир» на станцию «Салют-7» и обратно. Кизим и Соловьев совершили два выхода в открытый космос. Новый рекорд суммарной продолжительности пребывания в космосе Соловьёв (за два полёта) = 8686 ч 50 м (361 день 22ч 50 м); Кизим (за три полёта) = 8993 ч 58 м (374 дня 17 ч 58 м) | 125 дней 0 ч 1 м  |

Итоги года
- Космонавтов СССР — 60 (+0 за год);   Пилотируемых полётов СССР — 59 (+1 за год)
- Астронавтов США — 120 (+4 за год);   Пилотируемых полётов США — 53 (+1 за год)
- Космонавтов других стран — 19 (+0 за год);
- Всего астронавтов и космонавтов — 199 (+4 за год)
- Всего пилотируемых полётов — 112 (+2 за год)
- Побит рекорд суммарной продолжительности пребывания в космосе — Кизим (за три полёта) = 8993 ч 58 м (374 дня 17 ч 58 м). Предыдущий рекорд был — Рюмин (за три полёта) = 8685 ч 34 м (361 день 21 ч 34 м).

## 1987  год
| №   | Экипаж                              | Корабль доставки            | Корабль возвращения         | Достижения | Продолжительность  |
| --- | ----------------------------------- | --------------------------- | --------------------------- | --- | ------------------ |
| 113 | Юрий Романенко                      | 5 февраля 1987 «Союз ТМ-2»  | 29 декабря 1987 «Союз ТМ-3» | Первая долговременная экспедиция на станции «Мир». Первый полёт новой модификации корабля «Союз ТМ». Лавейкин — космонавт номер 200 в мире. Романенко вернулся на Землю на «Союз ТМ-3». Новый рекорд продолжительности полёта — Романенко = 7835 ч 21 м (326 дней 11 ч 21 м). Новый рекорд суммарной продолжительности пребывания в космосе — Романенко (за три полёта) = 10338 ч 21 м (430 дней 18 ч 21 м); | 326 дней 11 ч 21 м |
| 113 | Александр Лавейкин                  | 5 февраля 1987 «Союз ТМ-2»  | 30 июля 1987 «Союз ТМ-2»    | Первая долговременная экспедиция на станции «Мир». Первый полёт новой модификации корабля «Союз ТМ». Лавейкин — космонавт номер 200 в мире. Романенко вернулся на Землю на «Союз ТМ-3». Новый рекорд продолжительности полёта — Романенко = 7835 ч 21 м (326 дней 11 ч 21 м). Новый рекорд суммарной продолжительности пребывания в космосе — Романенко (за три полёта) = 10338 ч 21 м (430 дней 18 ч 21 м); | 174 дня 3 ч 46 м   |
| 114 | Александр Викторенко Мохаммед Фарис | 22 июля 1987 «Союз ТМ-3»    | 30 июля 1987 «Союз ТМ-2»    | Первая экспедиция посещения станции «Мир». Частичная замена долговременного экипажа. Викторенко и Фарис вернулись на Землю на «Союз ТМ-2». Фарис — первый космонавт Сирии. | 7 дней 23 ч 5 м    |
| 114 | Александр Александров               | 22 июля 1987 «Союз ТМ-3»    | 22 июля 1987 «Союз ТМ-3»    | Первая экспедиция посещения станции «Мир». Частичная замена долговременного экипажа. Викторенко и Фарис вернулись на Землю на «Союз ТМ-2». Фарис — первый космонавт Сирии. | 160 дней 7 ч 17 м  |
| 115 | Анатолий Левченко                   | 21 декабря 1987 «Союз ТМ-4» | 22 июля 1987 «Союз ТМ-3»    | Вторая долговременная экспедиция на станции «Мир». Титов и Манаров вернулись на Землю на «Союз ТМ-6». Титов и Манаров пробыли в космосе один год. Левченко проходил подготовку как пилот «Бурана». Левченко вернулся на Землю на «Союз ТМ-3». | 7 дней 21 ч 58 м   |
| 115 | Владимир Титов Муса Манаров         | 21 декабря 1987 «Союз ТМ-4» | 21 декабря 1988 «Союз ТМ-6» | Вторая долговременная экспедиция на станции «Мир». Титов и Манаров вернулись на Землю на «Союз ТМ-6». Титов и Манаров пробыли в космосе один год. Левченко проходил подготовку как пилот «Бурана». Левченко вернулся на Землю на «Союз ТМ-3». | 365 дней 22 ч 40 м |

Итоги года
- Космонавтов СССР — 64 (+4 за год);   Пилотируемых полётов СССР — 62 (+3 за год)
- Астронавтов США — 120 (+0 за год);   Пилотируемых полётов США — 53 (+0 за год)
- Космонавтов других стран — 20 (+1 за год);
- Всего астронавтов и космонавтов — 204 (+5 за год)
- Всего пилотируемых полётов — 115 (+3 за год)
- Побит рекорд продолжительности полёта — Романенко = 7835 ч 21 м (326 дней 11 ч 21 м). Предыдущий рекорд был — Кизим, Соловьев, Атьков = 5686 ч 32 м (236 дней 22 ч 49 м).
- Побит рекорд суммарной продолжительности пребывания в космосе — Романенко (за три полёта) = 10338 ч 21 м (430 дней 18 ч 21 м). Предыдущий рекорд был — Кизим (за три полёта) = 8993 ч 58 м (374 дня 17 ч 58 м).

## 1988  год
| №   | Экипаж                                                              | Корабль доставки                  | Корабль возвращения             | Достижения | Продолжительность  |
| --- | ------------------------------------------------------------------- | --------------------------------- | ------------------------------- | --- | ------------------ |
| 116 | Анатолий Соловьёв Виктор Савиных Александр Александров              | 7 июня 1988 «Союз ТМ-5»           | 17 июня 1988 «Союз ТМ-4»        | Экспедиция посещения станции «Мир». Экипаж вернулся на Землю на «Союз ТМ-4». Александр Александров — второй космонавт Болгарии.                                                                        | 9 дней 20 ч 10 м   |
| 117 | Владимир Ляхов Абдул Ахад Моманд                                    | 29 августа 1988 «Союз ТМ-6»       | 7 сентября 1988 «Союз ТМ-5»     | Экспедиция посещения станции «Мир». Ляхов и Моманд вернулись на Землю на «Союз ТМ-5». Поляков остался на станции и вернулся на Землю на «Союз ТМ-7». Абдул Ахад Моманд — первый космонавт Афганистана. | 8 дней 20 ч 27 м   |
| 117 | Валерий Поляков                                                     | 29 августа 1988 «Союз ТМ-6»       | 27 апреля 1989 «Союз ТМ-7»      | Экспедиция посещения станции «Мир». Ляхов и Моманд вернулись на Землю на «Союз ТМ-5». Поляков остался на станции и вернулся на Землю на «Союз ТМ-7». Абдул Ахад Моманд — первый космонавт Афганистана. | 240 дней 22 ч 35 м |
| 118 | Фредерик Хаук Ричард Кови Джон Лаундж Дейвид Хилмерс Джордж Нельсон | 29 сентября 1988 Дискавери STS-26 | 3 октября 1988 Дискавери STS-26 | 26-й полёт шаттла. 7-й полёт «Дискавери». Возобновление полётов шаттлов после катастрофы «Челленджера».                                                                                                | 4 дня 1 ч 00 м     |
| 119 | Александр Волков Сергей Крикалёв                                    | 26 ноября 1988 «Союз ТМ-7»        | 27 апреля 1989 «Союз ТМ-7»      | Четвёртая долговременная экспедиция на станции «Мир». Второй полёт Жан-Лу Кретьена. Кретьен вернулся на Землю на «Союз ТМ-6».                                                                          | 151 дней 11 ч 08 м |
| 119 | Жан-Лу Кретьен                                                      | 26 ноября 1988 «Союз ТМ-7»        | 21 декабря 1988 «Союз ТМ-6»     | Четвёртая долговременная экспедиция на станции «Мир». Второй полёт Жан-Лу Кретьена. Кретьен вернулся на Землю на «Союз ТМ-6».                                                                          | 24 дня 18 ч 07 м   |
| 120 | Роберт Гибсон Гай Гарднер Ричард Маллейн Джерри Росс Уильям Шеперд  | 2 декабря 1988 Атлантис STS-27    | 6 декабря 1988 Атлантис STS-27  | 27-й полёт шаттла. 3-й полёт «Атлантиса». Полёт для министерства обороны США. | 4 дня 9 ч 06 м     |

Итоги года
- Космонавтов СССР — 67 (+3 за год); Пилотируемых полётов СССР — 65 (+3 за год)
- Астронавтов США — 122 (+2 за год); Пилотируемых полётов США — 55 (+2 за год)
- Космонавтов других стран — 22 (+2 за год);
- Всего астронавтов и космонавтов — 211 (+7 за год)
- Всего пилотируемых полётов — 120 (+5 за год)
- Побит рекорд продолжительности полёта — Титов, Манаров = 8782 ч 40 м (365 дней 22 ч 40 м). Предыдущий рекорд был — Романенко = 7835 ч 21 м (326 дней 11 ч 21 м)

## 1989  год
| №   | Экипаж                                                                      | Корабль доставки                | Корабль возвращения             | Достижения | Продолжительность |
| --- | --------------------------------------------------------------------------- | ------------------------------- | ------------------------------- | --- | ----------------- |
| 121 | Майкл Коутс Джон Блаха Джеймс Бейгиан Джеймс Бакли Роберт Спрингер          | 13 марта 1989 Дискавери STS-29  | 18 марта 1989 Дискавери STS-29  | 28-й полёт шаттла. 8-й полёт «Дискавери». | 4 дня 23 ч 39 м   |
| 122 | Дейвид Уокер Роналд Грэйб Норман Тагард Мэри Клив Марк Ли                   | 4 мая 1989 Атлантис STS-30      | 8 мая 1989 Атлантис STS-30      | 29-й полёт шаттла. 4-й полёт «Атлантиса». Полёт для министерства обороны США. | 4 дня 0 ч 57 м    |
| 123 | Брюстер Шоу Ричард Ричардс Джеймс Адамсон Дэвид Листма Марк Браун           | 8 августа 1989 Колумбия STS-28  | 13 августа 1989 Колумбия STS-28 | 30-й полёт шаттла. 8-й полёт «Колумбии». Полёт для министерства обороны США. | 5 дней 1 ч 00 м   |
| 124 | Александр Викторенко Александр Серебров                                     | 6 сентября 1989 «Союз ТМ-8»     | 19 февраля 1990 «Союз ТМ-8»     | Пятая долговременная экспедиция на станции «Мир». С момента старта «Союз ТМ-8» началась непрерывная последовательность смены экипажей на станции «Мир», которая продолжалась до 28 августа 1999 года. Почти 10 лет в космосе непрерывно были люди. | 166 дней 6 ч 58 м |
| 125 | Дональд Уильямс Майкл Маккалли Шеннон Лусид Франклин Чанг-Диаз Эллен Бейкер | 18 октября 1989 Атлантис STS-34 | 23 октября 1989 Атлантис STS-34 | 31-й полёт шаттла. 5-й полёт «Атлантиса». | 4 дня 23 ч 39 м   |
| 126 | Фредерик Грегори Джон Блаха Кэтрин Торнтон Стори Масгрейв Мэнли Картер      | 22 ноября 1989 Дискавери STS-33 | 28 ноября 1989 Дискавери STS-33 | 32-й полёт шаттла. 9-й полёт «Дискавери». Полёт для министерства обороны США. | 5 дней 00 ч 07 м  |

Итоги года
- Космонавтов СССР — 67 (+0 за год);   Пилотируемых полётов СССР — 66 (+1 за год)
- Астронавтов США — 133 (+11 за год);   Пилотируемых полётов США — 60 (+5 за год)
- Космонавтов других стран — 22 (+0 за год);
- Всего астронавтов и космонавтов — 222 (+11 за год)
- Всего пилотируемых полётов — 126 (+6 за год)